# 豫風瑠乃
豫風瑠乃（日语：／ Yofū Runo，2007年12月20日—），大阪府出身，隸屬於演藝經紀公司UP-FRONT AGENCY旗下，2019年8月2日加入Hello! Pro研修生，2021年7月7日正式加入山茶花工廠，當年11月17日以3A單曲「ガラクタ DIAMOND／約束・連絡・記念日／涙のヒロイン降板劇」正式出道。
身高155cm，血型O型，個人應援色為芥末黃。

## 個人簡歷
2019年
- 參加＜モーニング娘。'19 LOVEオーディション＞落選。
- 8月2日，加入Hello! Pro研修生。

2021年
- 5月29日，在＜研修生發表會2021公開實力診斷＞中獲得最佳表演賞。
- 7月7日，從Hello! Pro研修生中昇格，與參加＜「Juice=Juice」「つばきファクトリー」合同新メンバーオーディション＞合格的河西結心、八木栞和福田真琳一同成為山茶花工廠第三期新成員。
- 11月17日，以山茶花工廠成員的身分推出3A單曲「ガラクタ DIAMOND／約束・連絡・記念日／涙のヒロイン降板劇」正式出道。

## 人物
- 興趣是音樂鑑賞、唱卡拉OK。
- 喜歡單板滑雪。
- 加入早安家族前曾有唱音樂劇的經驗，在加入後才開始練習唱歌。
- 因為父親的影響，從小就看早安少女組。的影片而產生憧憬。透過選秀會加入Hello! Pro研修生。
- 崇拜的前輩為前Juice=Juice的高木紗友希及早安少女組。的橫山玲奈。

## 外部連結
- つばきファクトリーHello!Project （页面存档备份，存于）
- つばきファクトリーTwitter （页面存档备份，存于）
- つばきファクトリーAmeblo （页面存档备份，存于）
- つばきファクトリーYouTube （页面存档备份，存于）
- 官網個人檔案 （页面存档备份，存于）

1. ↑   (YouTube). ディーシーファクトリー. 2021-12-25  [2021-12-25]. （原始内容存档于2024-11-30）.